# Furioza
Furioza – polski dramat sensacyjny z 2021 roku w reżyserii Cypriana T. Olenckiego. 
Film wyświetlany w kinach od 22 października 2021 roku. Dystrybucją zajęła się firma Kino Świat. Równolegle z filmem kinowym powstał, stworzony dla stacji Canal+ cztero-odcinkowy serial. Premiera serialu odbyła się 4 lutego 2022 roku w serwisie Canal+ online oraz 19 lutego i 20 lutego w stacji Canal+. Oglądanie serialu dozwolone od 16 lat.

## Fabuła
Dawid, dawny zabijaka stadionowy, powraca do kibicowskiego półświatka jako wtyczka Dzikiej - kiedyś kumpeli z chuligańskiej ferajny, a obecnie policjantki. Jeśli nie będzie współpracował z glinami, jego brat, herszt kiboli, na lata trafi za kratki.

## Obsada
- Mateusz Banasiuk jako Dawid, brat Kaszuba
- Weronika Książkiewicz jako „Dzika”
- Mateusz Damięcki jako „Golden”
- Łukasz Simlat jako Jacek Bauer
- Wojciech Zieliński jako „Kaszub”
- Szymon Bobrowski jako „Mrówka”
- Janusz Chabior jako Polański
- Sebastian Stankiewicz jako „Buła”
- Konrad Eleryk jako „Olo”
- Paulina Gałązka jako „Mimi”
- Cezary Łukaszewicz jako „Krzywy”
- Kacper Sasin jako „Messi”
- Krzysztof Wach jako „Ronaldo”
- Anita Sokołowska jako mecenas
- Sylwia Juszczak jako Kamila
- Adam Zdrójkowski jako Diler
- Mariusz Drężek jako Prezes Klubu

## Wydanie filmu
18 października 2021 roku w Warszawie odbyła się uroczysta premiera filmu, a cztery dni później trafił on do dystrybucji kinowej. W dniach 15–17 października miały miejsce pokazy przedpremierowe.

## Odbiór komercyjny
Między 4 a 10 kwietnia 2022 film odtwarzany był w serwisie Netflix łącznie przez 23,9 mln godzin. Sprawiło to, że Furioza zajęła pierwsze miejsce listy najchętniej oglądanych, nieanglojęzycznych tytułów w ofercie platformy streamingowej. Film trafił na listę najpopularniejszych filmów Netfliksa w siedemdziesięciu czterech krajach. Zajął szczyt tego notowania między innymi w Belgii, Brazylii, Francji, Grecji, Hiszpanii czy Maroko.